# بيرثا تاونسند
بيرثا تاونسند (بالإنجليزية: Bertha Townsend)‏ مواليد 07 مارس 1869 في فيلادلفيا - الوفاة 12 مايو 1909، كانت لاعبة كرة مضرب أمريكية. كما أنها إحدى بطلات الجراند سلام. فازت بالبطولة الأمريكية مرتين للفردي ومرة للزوجي.

## النهائيات

### الفردي (الألقاب 2, الوصافة 1)
| الحصيلة | السنة | البطولة           | المنافس في النهائي | النتيجة في النهائي |
| ------- | ----- | ----------------- | ------------------ | ------------------ |
| الفوز   | 1888  | البطولة الأمريكية | إلين هانسل         | 6–3, 6–5           |
| الفوز   | 1889  | البطولة الأمريكية | ليدا فورهيس        | 7–5, 6–2           |
| الوصافة | 1890  | البطولة الأمريكية | إلين روزفلت        | 2–6, 2–6           |

## روابط خارجية
- بيرثا تاونسند على موقع قاعة مشاهير كرة المضرب الدولية (الإنجليزية)